# リンパ管肉腫
リンパ管肉腫（Lymphangiosarcoma）は、原発性または続発性のリンパ浮腫を長年患っている場合に発生する稀な悪性腫瘍である。上肢または下肢のリンパ浮腫に発生するが、上肢に多く見られる。名前からはリンパ由来と思われるが、内皮細胞から発生すると考えられており、より正確には脈管肉腫と呼ばれる事がある。